# Чеплин
Чеплин (нем. Zschepplin) — община в Германии, в земле Саксония. Подчиняется административному округу Лейпциг. Входит в состав района Северная Саксония. Подчиняется управлению Айленбург-Вест. Население составляет 2866 человек (2021). Занимает площадь 68,36 км². Община подразделяется на 10 сельских округов.

## Население
| Год  | Численность | Численность |
| ---- | ----------- | ----------- |
| 2017 | 2872        | [ 1 ]       |
| 2019 | 2848        | [ 3 ]       |
| 2021 | 2866        | [ 4 ]       |
| 2022 | 2911        | [ 5 ]       |
| 2023 | 2898        | [ 2 ]       |